# Def Leppard
Def Leppard es una banda británica de rock originaria de Sheffield, Reino Unido, que dio inicio a su carrera a finales de los años setenta, alcanzando gran éxito mundial en la década de los ochenta, acercando al heavy metal a las emisoras de radio y al gran público en general, gracias a una mezcla de hard rock melódico con un gran trabajo vocal. Junto a otras bandas como Bon Jovi, Van Halen, Mötley Crüe, Scorpions, Metallica, Guns N' Roses, etc, es reconocida como una de las bandas de heavy metal superventas de los años 1980.
Junto a grupos como Saxon, Iron Maiden y Venom fueron una de las bandas de cabecera de la New Wave of British Heavy Metal.
Def Leppard ha vendido más de 100 millones de álbumes en todo el mundo, y dos de sus producciones han alcanzado la certificación de Diamante de la RIAA (Pyromania e Hysteria). De esta forma, se convirtieron junto a The Beatles, Led Zeppelin, The Doors, y The Who en uno de los cinco grupos de rock con dos álbumes de estudio originales con ventas por más de 10 millones de copias solo en los Estados Unidos y más de 20 en todo el mundo. La banda ocupa el número 31 del ranking de VH1 Los 100 mejores artistas de Hard Rock y el puesto número 70 en Los 100 artistas más grandes de todos los tiempos. Su mayor éxito es la canción "Pour Some Sugar on Me", considerada por la cadena Vh1 la segunda mejor canción de los años 1980.
Sus conocidos e influyentes álbumes de estudio Pyromania e Hysteria han sido incluidos por la revista Rolling Stone en su lista de los 500 mejores álbumes de todos los tiempos según Rolling Stone. La propia revista Rolling Stone ha situado a Hysteria en la primera posición en su lista de los 50 mejores discos de glam metal de la historia. Han sido incluidos en el prestigioso Salón de la Fama del Rock and Roll en 2019.

## Historia

### Inicios (1977-1980)
En el año 1977, el bajista Rick Savage, el guitarrista Pete Willis y el baterista Tony Kenning, todos ellos estudiantes de la escuela Tapton, de Sheffield, (Reino Unido), se unieron para formar una banda de rock a la que denominarían Atomic Mass. Inmediatamente, se uniría a ellos quien sería su vocalista, Joe Elliott, quien originalmente audicionó para ser el guitarrista de la agrupación. Durante su juventud, Savage fue considerado como un joven talento en el fútbol. Inclusive, fue seducido para unirse al Sheffield United, a pesar de ser fanático del equipo rival, el Sheffield Wednesday. Sin embargo, jugó unos años en el United, pero luego, elegiría tomar el camino de la música.Conformada la banda, adoptarían el nombre de Deaf Leopard (Leopardo Sordo) inspirados en una antigua idea de Elliott, pero luego, tomarían la sugerencia de Tony Kenning de modificarlo ligeramente a Def Leppard, con el fin de evitar que los conectaran con bandas de punk rock.
Mientras perfeccionaban su sonido, ensayando en una fábrica de cucharas, la banda decidiría contratar a otro guitarrista, Steve Clark, en enero de 1978. Acto seguido, Kenning se retiraría, a finales del mismo año, justo antes de que entraran al estudio para grabar su primer Extended Play, sería reemplazado por Frank Noon, quien solamente estaría junto a la banda para la grabación de lo que se convertiría en el famoso Def Leppard EP.
Las ventas de dicho EP se elevarían, gracias a la difusión del tema Getcha Rocks Off que daría el Dj de la BBC Radio John Peel, considerado en ese momento, como una autoridad en el punk rock y de la música new wave. Finalmente, en noviembre de 1978, se uniría a la banda, el baterista Rick Allen, que en ese entonces sólo contaba con 15 años de edad.
En el transcurso del año 1979 la banda iría ganando una fiel fanaticada entre el público metalero del Reino Unido, y serían considerados como los líderes iniciales del movimiento denominado como New Wave Of British Heavy Metal, cediendo, con el paso del tiempo, ese puesto en favor de Iron Maiden. Esta popularidad emergente resultaría en un contrato discográfico con el sello Phonogram/Vertigo.

### On Through the NightyHigh 'n' Dry(1980-1983)
Su álbum debut, On Through the Night, saldría al mercado el 14 de marzo de 1980. A pesar del éxito de su EP anterior y el éxito comercial de On Through The Night, los fanáticos de la banda rechazarían la clara intención del grupo de ingresar en el mercado estadounidense. Esto quedaría en evidencia en temas como Hello America. Tal sería el rechazo de los fanáticos británicos, que en el Festival de Reading el público daría la bienvenida a la banda arrojándole desechos al escenario.
La banda capta la atención del productor Robert John “Mutt" Lange quien trabajaba con AC/DC. Éste accedería a producir el segundo trabajo discográfico denominado como High 'n' Dry, el cual fue editado en 1981. Lange logró potenciar de muy buena manera las características de cada uno de los miembros de la agrupación. Este trabajo consiguió ventas más pobres que su predecesor, pero el vídeo de la canción Bringin’ On The Heartbreak fue uno de los primeros videos de heavy metal de 1982 emitidos en la cadena de televisión MTV. Esto le otorgó a la banda mucho reconocimiento en los Estados Unidos.

### Pyromaniay accidente de Rick Allen (1983-1987)
Phil Collen, guitarrista de la banda glam rock llamada Girl, reemplaza a Pete Willis, quien fue despedido el 11 de julio de 1982 por problemas de alcoholismo. Esto ocurrió durante la grabación de su trabajo Pyromania, el cual saldría al mercado el 20 de enero de 1983. Este disco también fue producido por "Mutt" Lange.
El primer sencillo Photograph convirtió a Def Leppard en una banda reconocida mundialmente. Además dominaron los charts estadounidenses durante seis semanas. Pyromania vendió más de 20 millones de discos en todo el mundo, incluidos más de 10 solo en los EE. UU. siendo certificado como Álbum de Diamante en ese país, y llevándolo al estatus de clásico de heavy metal. Por desgracia, el baterista Rick Allen pierde un brazo en un accidente automovilístico en el día de año nuevo de 1985, quedando la banda fuera de la escena musical hasta 1987.

### Hysteria(1987-1988)

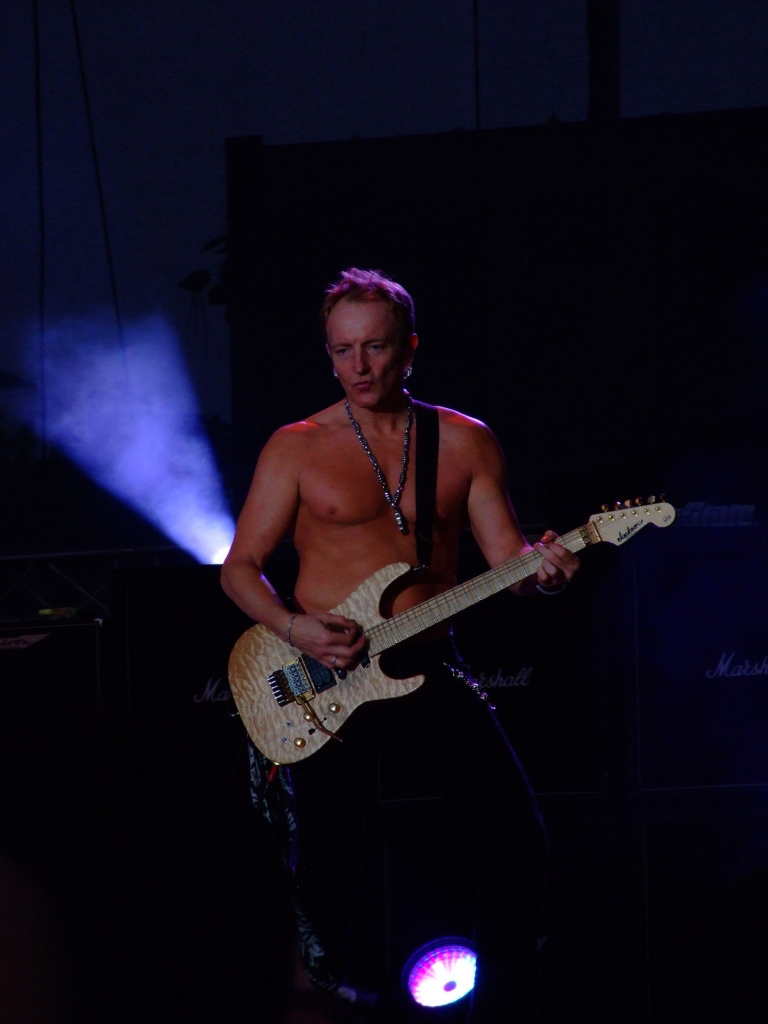
Phil Collen, guitarrista de Def Leppard desde 1982.

A finales de agosto de 1987 lanzan al mercado el álbum Hysteria, en el cual Rick Allen toca con un solo brazo una batería-caja de ritmos adaptada especialmente para su discapacidad. De este álbum, seis de sus siete singles alcanzan el top 20 estadounidense. Dicho álbum, junto con Thriller y Bad de Michael Jackson, y Born in the U.S.A. de Bruce Springsteen son los únicos álbumes que han logrado tener siete temas dentro del US Hot 100 Singles de los EE. UU. Hysteria ha vendido alrededor de 30 millones de copias en todo el mundo.
El 22 de agosto se lanza en el Reino Unido el primer sencillo denominado Animal, el cual llega al lugar 6 dentro del Top 10. El día 29 del mismo mes se lanza el álbum y debuta en el Reino Unido en el número 1, dando el éxito final al grupo en su tierra natal. Sorprendentemente en EE. UU., donde ya gozaban de una grandísima popularidad, no alcanza inmediatamente esta posición, alcanzando al principio el número 4. En relación con el lento ascenso en tierras estadounidenses, el 5 de septiembre el primer sencillo en EE. UU., Women, llega hasta el número 80. El 1 de octubre la banda comienza el tour en Glens Fall, Nueva York, donde se introduce el famoso escenario In The Round.
El 3 de octubre se lanza en el Reino Unido el tema Pour Some Sugar On Me el cual llega hasta el puesto 18. El 5 de diciembre en Reino Unido aparece el tercer sencillo, Hysteria, que alcanza el puesto 26. El 26 de diciembre se lanza el sencillo Animal en los EE. UU. Se trata del primero de los seis singles del álbum que alcanzarán el Top 20. En este caso este tema alcanza el puesto 19 en la lista estadounidense.

### Fama mundial y muerte de Steve Clark (1988-1992)

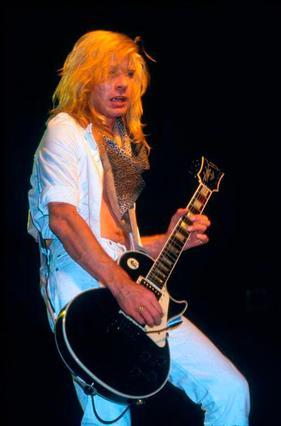
Steve Clark, guitarrista fallecido en 1991.

El 26 de marzo se lanza en EE. UU. el primer sencillo en alcanzar la lista de los diez primeros, Hysteria, alcanzando el número 10. El 16 de abril el tema Armageddon It llega al número 20 en el Reino Unido.
El 5 de julio se lanza el video Historia que contiene todos los clips hasta la fecha desde los '80. Tiene también como un video conmemorativo de los 18 años del grupo. El 23 de julio se lanza Pour Some Sugar On Me, en EE. UU. y alcanza el puesto n.º 2 tras Hold On To The Night de Richard Marx, siendo certificado con oro al alcanzar más de un millón de ventas en ese país. Al mismo tiempo, Hysteria lidera el US Album Chart (lista de álbumes en los Estados Unidos) después de 49 semanas. Es la primera vez que una banda de rock vende más de 5 millones de copias de dos álbumes consecutivos en los EE. UU.
El 30 de julio la balada Love Bites llega al 11 en el Reino Unido. El 8 de diciembre se lanza el quinto sencillo en los EE. UU., Love Bites, que llega al 1 en la lista US Hot 100 Singles Chart e Hysteria alcanza el rango supremo de los US Album Charts.
A finales de octubre finaliza el tour de 225 días, y la banda ingresa al estudio para grabar un nuevo disco con la promesa de que en 18 meses estará listo. De esta forma, pretenden evitar demorarse nuevamente otros cuatro años en editar un nuevo disco.
El 8 de enero de 1991, su guitarrista líder Steve Clark, muere debido a la fatal combinación de medicamentos con alcohol.

### AdrenalizeyRetro Active(1992-1996)
Posteriormente a esta época, y tras superar la muerte de Clark, sale a la venta en 1992 el álbum Adrenalize, nuevamente de gran éxito, (llegó al número 1 en EE. UU.) aunque de menor impacto comparado con su antecesor y esta vez con Vivian Campbell (ex Dio y Whitesnake) como guitarrista, en reemplazo del fallecido Clark. El disco ha vendido alrededor de 15 millones de copias a nivel mundial. Lideran por 5 semanas consecutivas el ranking Billboard HOT 200 https://en.wikipedia.org/wiki/List_of_Billboard_200_number-one_albums_of_1992
En 1992 actúan en el Concierto en Tributo a Freddie Mercury, en el cual se rinde homenaje al fallecido vocalista de la agrupación inglesa Queen, de la que se han declarado fanáticos en muchas ocasiones los músicos de Def Leppard.
La banda vuelve a la cima saliendo de gira y logrando un gran reconocimiento en su ciudad natal, Sheffield, Reino Unido, donde tocaron con entradas agotadas en el estadio de Don Valley en junio de 1993. También para ese año el grupo lanza un nuevo trabajo, Retro Active, que contiene caras B remezcladas, y 2 nuevos temas Two Steps Behind (originalmente incluida como parte de la banda sonora de la película Last Action Hero de Arnold Schwarzenegger) y Miss You In A Heartbeat que logran ser hits en los Estados Unidos y Canadá. En este álbum evitan salir de gira y después de unas pequeñas vacaciones, la banda va a España a grabar su próximo trabajo.
Con el séptimo álbum casi listo, lanzan un CD de Grandes éxitos llamado Vault, que contiene un nuevo tema llamado When Love & Hate Collide. El 5 de octubre de 1995, la ciudad natal de Def Leppard, Sheffield, les brinda un homenaje presentando una placa en su honor y abriendo el National Centre For Popular Music con material de la banda. Días después la banda logra un récord mundial tocando 3 shows en 3 continentes diferentes en sólo un día: Tánger, Marruecos, en (África); Londres, Reino Unido, en (Europa) y Vancouver, Canadá, (Norteamérica).

### SlangyEuphoria(1996-2002)
En 1996, editan Slang, un álbum que marca una nueva dirección musical, con un sonido muy diferente a todo lo anterior, con gran influencia grunge, un sonido noventero más fresco y menos sobreproducido respecto a los discos anteriores. Comienzan un tour en Asia y se embarcan en una gira mundial llegando a Sudamérica por primera vez. Aunque Slang tuvo excelentes críticas de la prensa, no fue un éxito comercial. Las bajas ventas del disco fueron un aviso para la banda de que los fanáticos querían de vuelta el sonido característico de Def Leppard.
A sabiendas de las solicitudes de su público para su noveno trabajo, Def Leppard retorna al sonido más roquero que supo tener en Pyromania e Hysteria. En 1999, lanzan el disco Euphoria, volviendo al sonido que los hizo conocidos y además contando con la colaboración nuevamente de Mutt Lange, que participa como cocompositor en tres de las 13 canciones del álbum. Para el verano de 1999 la banda sale nuevamente de gira en los Estados Unidos. Finalmente, en septiembre de 2000, Def Leppard es presentado por el guitarrista de Queen, Brian May, en una ceremonia homenajeando su inclusión en Rock Walk de Hollywood, California, EE. UU. Todos los miembros dejaron sus manos estampadas en cemento, junto con Lauren la hija de Rick Allen, y un espacio especial destinado a Steve Clark.

### XyYeah!(2002-2008)

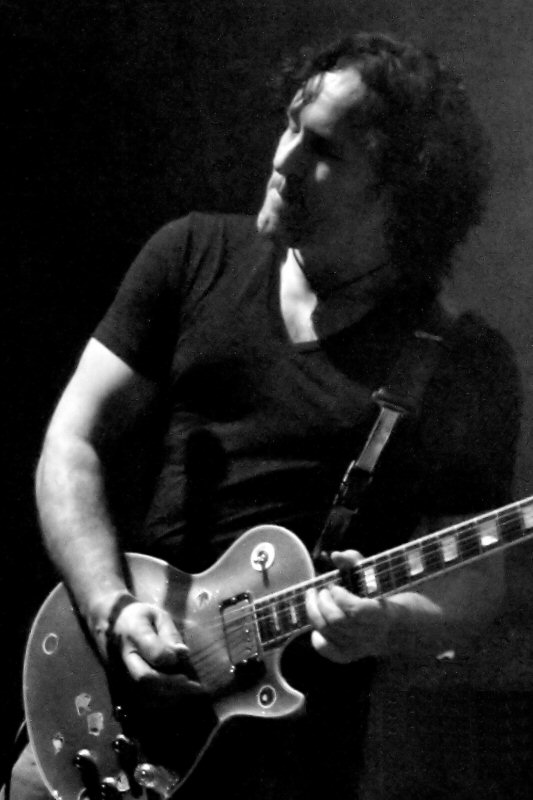
Vivian Campbell, guitarrista que reemplazó al fallecido Steve Clark.

El décimo disco de su carrera, se tituló X y salió al mercado en agosto de 2002. Se trata de un álbum bastante comercial en el que han trabajado con varios de los mejores productores del mundo y que mezcla el estilo de Slang con el de Adrenalize y Euphoria. Al igual que el anterior Euphoria, ha existido el grave problema de que la discográfica no ha prestado prácticamente apoyo a la banda, resultando una promoción pésima que ha influido gravemente en las ventas. A pesar de esto la agrupación realizó una exitosa gira promocional.
En octubre de 2004, su discográfica ha lanzado al mercado Best Of Def Leppard, un álbum sencillo con 17 temas a modo de actualización del recopilatorio Vault que salió en 1995 y un CD Doble con 34 canciones, edición que salió para el resto del mundo (en Estados Unidos y Norteamérica, salió en 2005 Rock of Ages The Definitive Collection).
En 2005 solo para Norteamérica, salió al mercado Rock of Ages The Definitive Collection, acompañado este disco de una gira compartida con Bryan Adams solo por Estados Unidos, también tuvieron presentaciones en Canadá y después de 8 años regresaron a México.
A mediados del año 2006 Def Leppard saca al mercado un álbum de versiones de artistas de los años 60 y 70 que influyeron a la banda, y que se ha llamado Yeah!, con temas de David Bowie, Roxy Music, The Kinks, entre otros, que tenían grabado desde hace más de dos años y que por diversos motivos no pudieron lanzar anteriormente. En el verano de 2006 salen de gira compartiendo escenario con Journey, haciendo presentaciones en EE. UU., algunos conciertos en Europa y cerrando su gira en Puerto Rico.
En julio de 2007, lanzan una edición especial de Hysteria remasterizada en dos CD, para conmemorar los 20 años de su salida al mercado. Lleva por título "Hysteria the Luxe Edición" que incluye, además, las caras B, versiones extendidas y canciones en vivo.
Para el verano de 2007, salen de gira nuevamente, acompañados por Styx, Reo Speedwagon y Cheap Trick, al mismo tiempo fueron preparando su nuevo disco, Songs from the Sparkle Lounge.

### Songs from the Sparkle Lounge(2008-2015)
Para 2008 sale el Álbum "Songs from the Sparkle Lounge" y la banda realiza un tour junto con la banda Whitesnake, donde recorren parte de Europa y el Reino Unido en junio.
Su nuevo álbum Songs From The Sparkle Lounge, retorna a un sonido más roquero. El primer sencillo del disco es "Nine Lives", incluye la participación del cantautor country Tim McGraw. El segundo sencillo " C'mon C'mon" fue la canción con la que se promocionó la Temporada 2008 de la NHL.
La banda con este último disco ha tenido bastante mejor apoyo mediático que sus antecesores de esta década, esto es ayudado, entre otras cosas, con la aparición con tres temas para el popular videojuego Guitar Hero III.
Tuvieron también a finales de 2008 una participación especial con Taylor Swift, en el programa CMT Crossroads que junta estrellas de música country con estrellas de rock o pop, interpretaron a dueto Photograph, When Love and Hate Collide, Hysteria y Pour Some Sugar on Me, así como algunas canciones de Taylor Swift.
Para 2009, Bret Michaels, vocalista de Poison, anunció un tour en conjunto con Def Leppard y Cheap Trick, el cual empezó en junio y contempló 40 conciertos sólo para Estados Unidos.
El 12 de junio de 2010 comenzaron su gira dando un concierto en el O2 de Dublín junto a Whitesnake y Journey.

### Def Leppard(2015-presente)
El 30 de octubre de 2015, la banda presenta su nuevo álbum de estudio titulado Def Leppard, que supone un cambio de discográfica y una búsqueda de su sonido característico. Tras un éxito notable de sus dos sencillos ("Let's Go" y "Dangerous"), el álbum alcanzó el puesto n.º 10 en las listas generales y el primero en las de rock.
En una entrevista, Joe Elliott afirmó que el disco se titularía Def Leppard porque es precisamente a lo que suena, a Def Leppard. El guitarrista Phil Collen afirmó que es el mejor trabajo desde Hysteria. El grupo se mostró orgulloso de las similitudes presentes en el álbum con Queen y Led Zeppelin.
Por primera vez la banda experimenta con el sonido funk en la canción "Man Enough" (con un estilo similar a la canción "Another One Bites the Dust" de Queen). En la balada "We Belong" los cinco integrantes de la agrupación cantan en una misma canción por primera vez en su carrera. El disco generó una muy buena recepción en los fanáticos de la banda de Sheffield, siendo un poco más discreta por parte de la crítica, aunque mejorando las valoraciones de sus predecesores.
El 27 de mayo de 2022 la banda lanza Diamond Star Halos. El primer sencillo, “Kick”, una canción que sigue el estilo de la banda.

## Miembros

### Actuales
- Joe Elliott: voz, guitarra, teclado (1977-presente)
- Phil Collen: guitarra solista, guitarra rítmica, coros (1982-presente)
- Vivian Campbell: guitarra rítmica, guitarra solista, coros (1992-presente)
- Rick Savage: bajo eléctrico, teclado, coros (1977-presente)
- Rick Allen: batería, percusión (1978-presente)

### Antiguos
- Steve Clark: guitarra rítmica, guitarra principal, coros (1978-1991)
- Pete Willis: guitarra solista, guitarra rítmica, coros (1977-1982)
- Tony Kenning: batería, percusión (1977-1978)
- Frank Noon: batería, percusión (1978)

### Músicos de gira
- Jeff Rich: batería, percusión (agosto de 1986, suplente de Rick Allen)

## Discografía
Álbumes de estudio
- On Through the Night (1980)
- High 'n' Dry (1981)
- Pyromania (1983)
- Hysteria (1987)
- Adrenalize (1992)
- Retro Active (1993)
- Slang (1996)
- Euphoria (1999)
- X (2002)
- Songs from the Sparkle Lounge (2008)
- Def Leppard (2015)
- Diamond Star Halos (2022)
- Drastic Symphonies (with The Royal Philharmonic Orchestra of London) (2023)